# Images en manœuvres
 (septembre 2024).
Si vous disposez d'ouvrages ou d'articles de référence ou si vous connaissez des sites web de qualité traitant du thème abordé ici, merci de compléter l'article en donnant les références utiles à sa vérifiabilité et en les liant à la section « Notes et références ».
Images en manœuvres est une maison d'édition française spécialisée dans la publication d'ouvrages sur l'art et la photographie active de 1990 à 2013.
Le nom de la société exploitante est Visual Art Design.